# Hiéroglyphe égyptien S8
L'Atef, en hiéroglyphes égyptiens, est classifiée dans la section S « Couronnes, vêtements, sceptres, etc. » de la liste de Gardiner ; cet hiéroglyphe y est noté S8.

## Représentation
Il représente la couronne Atef. Il est translittéré ȝtf. 

## Utilisation
| S8 | / | A | t · f | S8 |

| S8 | / | A | t · f | S8 |